# A rágalom iskolája
A rágalom iskolája (The School for Scandal) Richard Brinsley Sheridan angol drámaíró társadalmi komédiája. Először a londoni Theatre Royalban mutatták be a darabot 1777. május 18-án. A művet Tóth Lőrinc fordította magyarra 1836-ban. Magyarországon először 1838. február 21-én mutatták be a Pesti Magyar Színházban.

## Feldolgozások
- Richard B. Sheridan komédiájának tévéváltozatát Lengyel György rendezte [2] 1984-ben. Főbb szerepekben: szereplő(k):
- Gábor Miklós
- Sulyok Mária
- Körmendi János
- Balázsovits Lajos
- Cseke Péter
- Egri Márta
- Csomós Mari